# 伊丽莎白·利特维年科
伊丽莎白·阿纳托利伊芙娜·利特维年科（羅馬化：Yelyzaveta Anatoliivna Lytvynenko；2004年2月11日—），乌克兰女子柔道运动员，2022年欧洲青少年奥运会女子78公斤级金牌得主和混合团体银牌得主、2022年世界柔道锦标赛女子78公斤级铜牌得主。